# Gravesend (Brooklyn)
Gravesend es un vecindario en la sección centro-sur del distrito de Brooklyn de Nueva York, en el extremo suroeste de Long Island en el estado de Nueva York. Limita al sur con Coney Island, al oeste con Bath Beach, al norte con Bensonhurst y al este con Homecrest y Sheepshead Bay.
Gravesend fue una de las ciudades originales de la colonia holandesa de Nuevos Países Bajos. Después de que los ingleses conquistaron el área, fue una de las seis ciudades originales del condado de Kings en la Nueva York colonial. Gravesend fue la única ciudad autorizada por los ingleses en lo que se convirtió en el condado de Kings, y es notable por ser una de las primeras ciudades fundadas por una mujer, Deborah Moody. Abarcaba 2800 ha en el sur del condado, incluida toda la isla de Coney Island, y fue anexada a Brooklyn en 1894.

El vecindario moderno es parte de la Junta Comunitaria 11 de Brooklyn. En 2010, Gravesend tenía una población de 29 436.

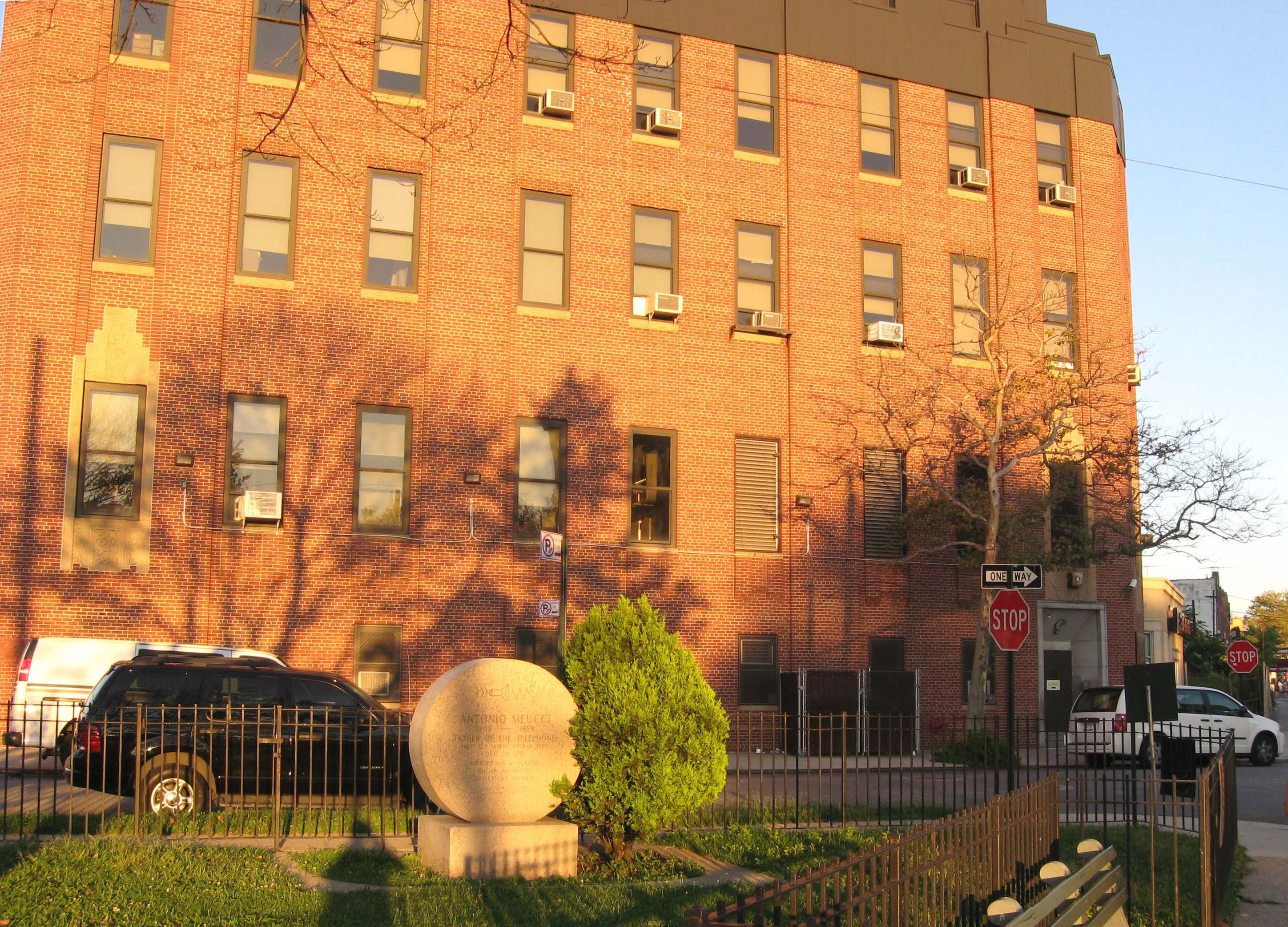
Edificio art déco de Verizon en Meucci Triangle, en la calle 86 y la Avenida U.

## Nombre
El nombre "Gravesend" fue dado a la zona por las autoridades holandesas de Nueva Ámsterdam, y probablemente proviene de palabras holandesas que cuando se combinan pueden significar "groves end" or "Count's beach" (o sea "fin de los bosques" o "playa del conde"). Debido a la asociación con Lady Moody, algunos especulan que recibió su nombre del puerto marítimo inglés de Gravesend, en el condado de Kent. Pero una explicación alternativa sugiere que fue nombrado por el gobernador general holandés Willem Kieft para el asentamiento holandés de 's'Gravesande (ahora ' s-Gravenzande) en los Países Bajos.

## Geografía
El moderno vecindario de Gravesend se encuentra entre East 12th Street o Coney Island Avenue al este, Stillwell Avenue al oeste, Avenue P al norte y Coney Island Creek y Shore Parkway al sur. Al este de Gravesend se encuentran Homecrest y Sheepshead Bay, al noreste de Midwood, al noroeste de Bensonhurst y al oeste de Bath Beach. Al sur, al otro lado de Coney Island Creek, se encuentra el vecindario de Coney Island, y al otro lado de Shore Parkway se encuentra Brighton Beach.
Calvert Vaux Park, anteriormente Dreier Offerman Park, está ubicado en el suroeste del vecindario.

### White Sands
La parte sur de Gravesend, al sur de Shore Parkway y al norte de Coney Island Creek, a veces se llama White Sands. Originalmente, White Sands consistía en varias calles cortas y sin salida sin rutas dentro del vecindario. Actualmente, consta de dos bloques de residencias y una ubicación de Home Depot.
El nombre de White Sands se deriva de la arena blanca que anteriormente cubría la costa y la desembocadura de Coney Island Creek. Las primeras casas que se construyeron en el vecindario fueron bungalós que se levantaron sobre pilotes sobre la arena, pero a medida que el desarrollo avanzaba lentamente, gran parte de la arena se eliminó y se reemplazó con vertederos. En 1993, Home Depot se interesó en White Sands como la ubicación de una nueva tienda debido a su ubicación cerca de la muy utilizada Cropsey Avenue y Shore Parkway. Para el año 2000, Home Depot había adquirido aproximadamente dos tercios de las propiedades en White Sands, y para el 2002, las propiedades adquiridas habían sido arrasadas y reemplazadas por una nueva ubicación de Home Depot.

## Historia

### Primeros años
La isla y sus alrededores fueron habitadas por primera vez por grupos de lenape, una tribu de habla algonquina que ocupaba territorio a ambos lados de Long Island Sound, y a través de áreas costeras a través de la actual Nueva Jersey y hasta Delaware. El primer europeo conocido que se cree que puso un pie en el área que se convertiría en Gravesend fue Henry Hudson, cuyo barco, el Half Moon, aterrizó en Coney Island en el otoño de 1609. Los holandeses reclamaron esta tierra como parte de Nueva Holanda.
Gravesend es notable como la única ciudad colonial fundada por una mujer, Deborah Moody. En 1643, el gobernador general Willem Kieft le otorgó a ella y a un grupo de colonos ingleses una patente de tierras el 19 de diciembre de 1645. Moody, junto con John Tilton y su esposa Mary Pearsall Tilton, llegaron a Gravesend después de elegir la excomunión, luego de la persecución religiosa en Lynn, Massachusetts. Moody y Mary Tilton habían sido juzgados por sus creencias anabautistas, acusados de difundir la disidencia religiosa en la colonia puritana. Kieft estaba reclutando colonos para asegurar esta tierra que sus fuerzas le habían quitado a los lenape. Continuaron algunos enfrentamientos y la organización de la ciudad no se completó hasta 1645. La concesión y el estatuto de la ciudad firmada fue una de las primeras en otorgarse a una mujer en el Nuevo Mundo. John Tilton se convirtió en el primer secretario municipal de Gravesend y fue dueño de parte de lo que más tarde se convertiría en Coney Island. Otro colono prominente temprano fue Anthony Janszoon van Salee.
La ciudad de Gravesend abarcaba 2800 ha en el sur del condado de Kings, incluida toda la isla de Coney Island. Esto se usó originalmente como tierras comunes de la ciudad en el Océano Atlántico. Se dividió, al igual que la ciudad misma, en 41 parcelas para los titulares de la patente original. Cuando la ciudad fue presentada por primera vez, casi la mitad de la zona se componía de marismas saladas humedales y dunas a lo largo de la orilla de la bahía de Gravesend. Fue una de las comunidades planificadas más antiguas de América. Consistía en un 6,5 ha cuadrado rodeado por una empalizada de madera de 20 pies de altura. La ciudad estaba dividida en dos por dos carreteras principales, Gravesend Road (ahora McDonald Avenue) que corre de norte a sur, y Gravesend Neck Road, corre de este a oeste. Estos caminos dividieron la ciudad en cuatro cuadrantes, que se subdividieron en diez terrenos cada uno. Esta cuadrícula de la ciudad original todavía se puede ver en mapas y fotografías aéreas de la zona. En el centro de la ciudad, donde se unen las dos carreteras principales, se construyó un ayuntamiento donde se celebraban reuniones municipales una vez al mes.
El centro del vecindario sigue siendo las cuatro cuadras delimitadas por Village Road South, Village Road East, Village Road North y Van Sicklen Street, donde se encuentran Moody House y el cementerio de la familia Van Sicklen. Al lado y paralelo al cementerio de la familia van Sicklen se encuentra el cementerio de Gravesend, donde se dice que está enterrada Lady Moody. El egipcio Mohammad Ben Misoud, que formaba parte de una atracción de finales del siglo XIX en el parque de atracciones de Coney Island, recibió un funeral musulmán adecuado a su muerte en agosto de 1896 y también fue enterrado allí.
La libertad religiosa de los primeros tiempos de Gravesend lo convirtió en un destino para grupos controvertidos o marginados, inconformistas o disidentes como los cuáqueros, que brevemente establecieron su hogar en la ciudad antes de ser expulsados por el sucesor director general de Nueva Holanda, Peter Stuyvesant, quien llegó en 1647. Desconfiaba de la aceptación abierta de Gravesend de las sectas "heréticas".
En 1654, la gente de Gravesend compró Coney Island a un grupo local de lenape por unos 15 dólares de entonces en conchas marinas, armas y pólvora.
En agosto de 1776 durante la Guerra de Independencia, Gravesend Bay fue el lugar de aterrizaje de miles de soldados británicos y mercenarios alemanes de su área de preparación en Staten Island, lo que llevó a la Batalla de Long Island (también Batalla de Brooklyn). Las tropas encontraron poca resistencia de las tropas de avanzada del Ejército Continental bajo el mando del general George Washington que entonces tenía su sede en Nueva York (en ese momento limitado a la punta de la isla de Manhattan). La batalla, además de ser la primera, resultaría ser la más grande librada en toda la guerra.

### Popularidad y éxito
A lo largo de los siglos XVII y XVIII, Gravesend siguió siendo un suburbio somnoliento. Con la apertura de tres importantes hipódromos (Sheepshead Bay Race Track, Gravesend Race Track y Brighton Beach Race Course) a fines del siglo XIX, y el florecimiento de Coney Island en un popular lugar de vacaciones, la ciudad se desarrolló como una exitosa comunidad turística. A John Y. McKane se le atribuyó esto. Carpintero y contratista de Sheepshead Bay, obtuvo una variedad de puestos elegidos y designados: como supervisor de la ciudad de Gravesend, jefe de policía, jefe de detectives, comisionado de bomberos, comisionado de escuelas, comisionado de tierras públicas, superintendente de la Iglesia metodista de Sheepshead Bay, tenor principal del coro de la iglesia y Santa Claus en la celebración anual de Navidad de la escuela sabática. Desde los años 1870 hasta la de 1890, McKane cultivó Coney Island, que entonces formaba parte del municipio de Gravesend, como un terreno de recreo. Participó tanto en el desarrollo político como físico.
Como agente de la ciudad, McKane amplió considerablemente la fuerza policial de Gravesend y patrulló personalmente la playa. McKane se volvió corrupto, usando el pretexto de los permisos de la ciudad para extorsionar a todos los negocios, grandes o pequeños, en Coney Island. Presentándose como un campeón de la ley y el orden, extrajo mucho dinero de los muchos burdeles y salones de juego que prosperaron en su bailía.
McKane se convirtió en un jefe de distrito del Partido Demócrata y tenía estándares vagos sobre quién podía votar: inmigrantes, personas fallecidas, trabajadores migrantes estacionales y delincuentes. Los registros de votación muestran muchas entradas engañosas. En vísperas de las elecciones de 1893,  McKane impidió que un grupo de observadores enviados por la Corte Siprema entrara a los recintos de votación, por lo que se produjo una pelea. En 1892 McKane fue sentenciado a seis años en Sing Sing por corrupción. Fue puesto en libertad a finales de siglo y murió de un derrame cerebral en su casa de Sheepshead Bay en 1899.
Después de la caída del poder de McKane, Gravesend y Coney Island fueron anexadas en 1894 por la ciudad de Brooklyn, que a su vez pasó a formar parte de Nueva York en 1898. George C. Tilyou creó uno de los primeros parques de atracciones de Coney Island, Steeplechase Park, cuya apertura marcó el comienzo de la edad de oro de Coney Island.
Casi al mismo tiempo, Gravesend fue el sitio de pruebas para el ferrocarril para bicicletas de Boynton, el primer precursor del monorraíl. El BBR consistía en un motor de una sola rueda que arrastraba dos automóviles de pasajeros de dos pisos a lo largo de una sola vía; una segunda barandilla sobre el tren, sostenida por arcos de madera, evitaba que se volcara. El motor y los vagones tenían cuatro pies de ancho y eran capaces de alcanzar velocidades mucho mayores que las de los trenes estándar mucho más voluminosos. En 1889, el BBR comenzó a correr una ruta corta entre la parada Gravesend del Sea Beach Railroad (cerca de la intersección de las calles 86th y West Seventh) y Brighton Beach en Coney Island, una distancia de poco más de una milla. A pesar del viaje suave y rápido, el BBR finalmente falló y la ruta de prueba cayó en desuso, al igual que el tren de Boynton y su cobertizo.

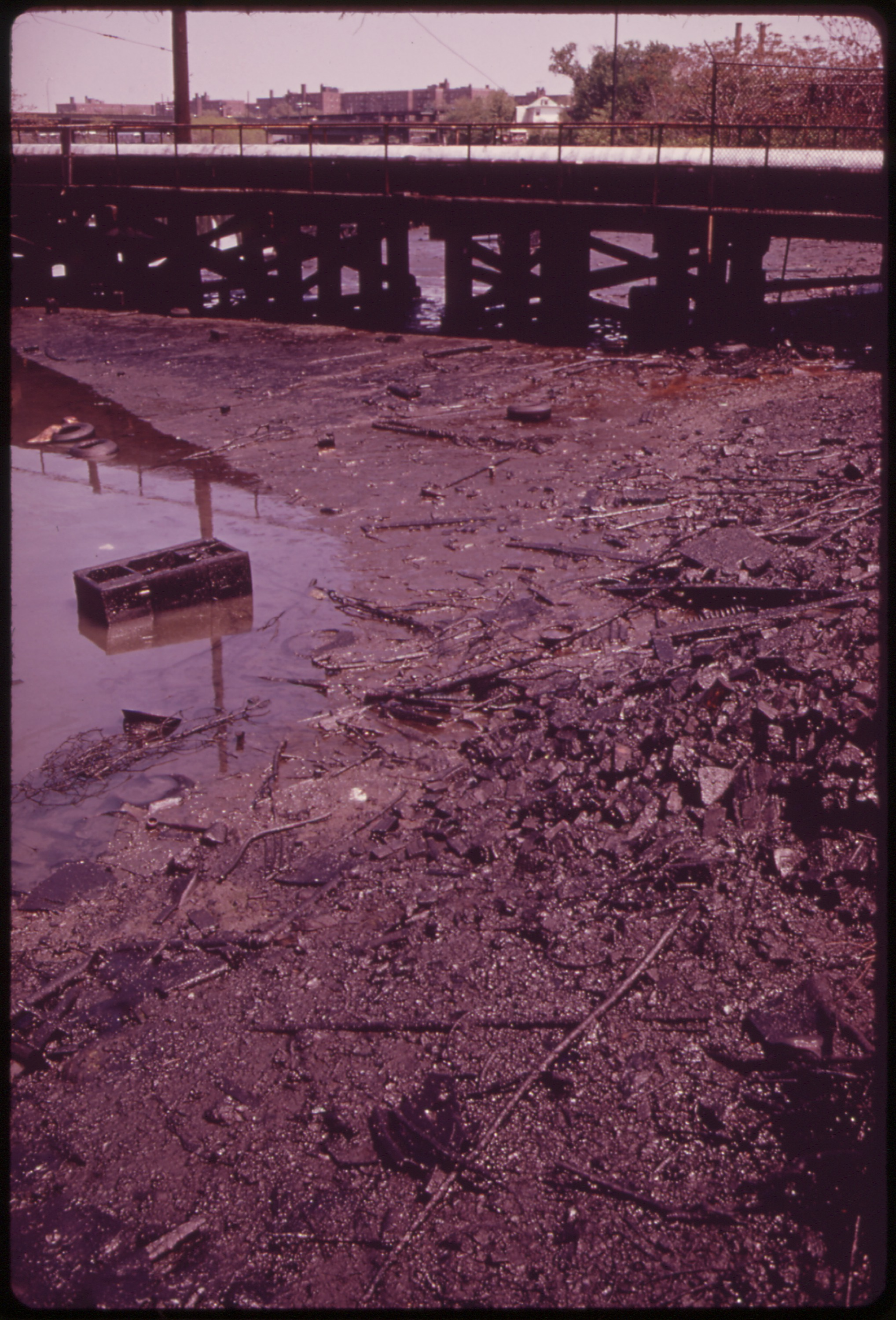
Lodo empapado de aceite en la bahía de Gravesend, 1973.

### Historia reciente

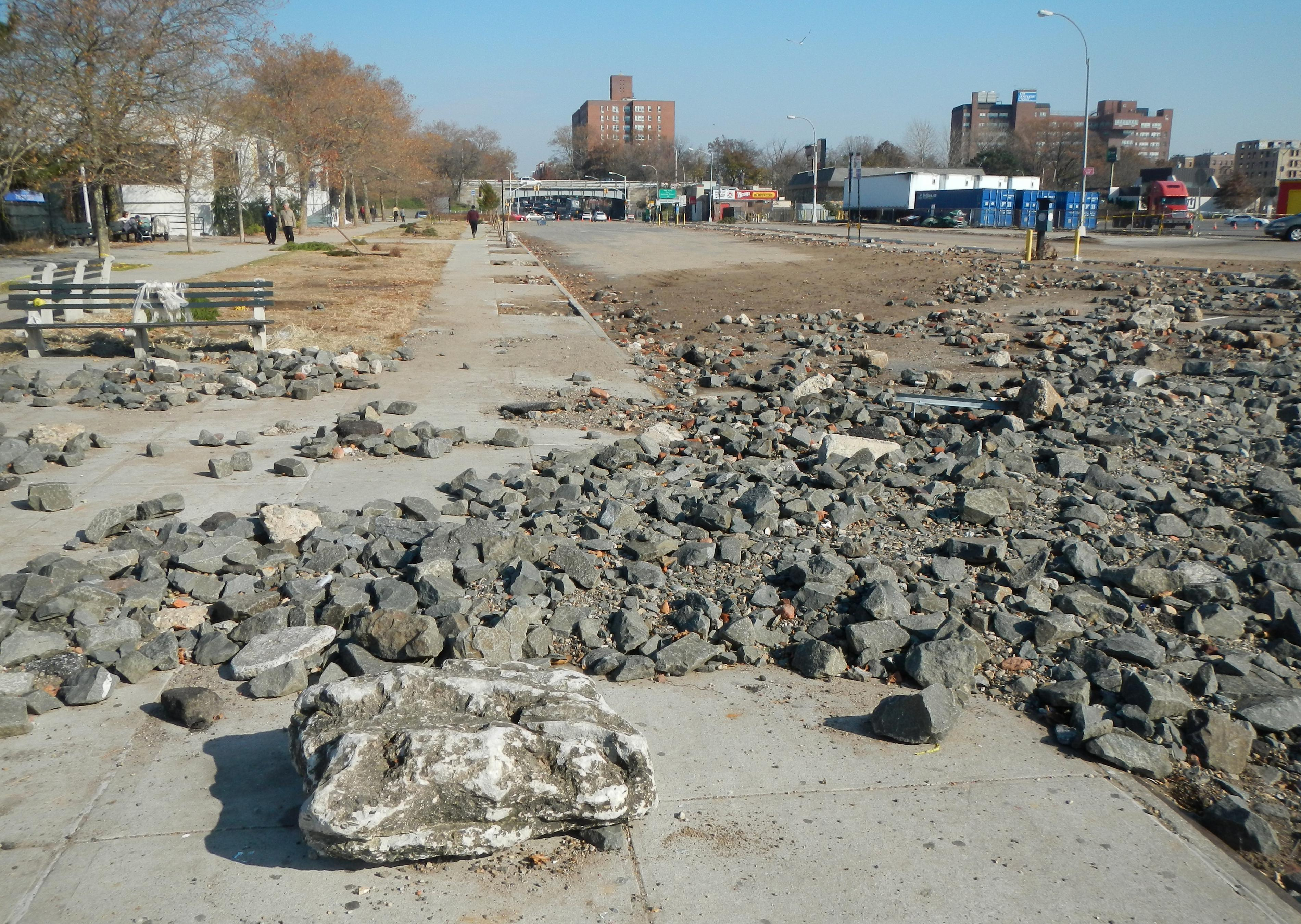
Gravesend tras el huracán Sandy

Aunque Coney Island siguió siendo una importante atracción turística durante todo el siglo XX, el cierre de los grandes hipódromos de Gravesend en la primera década del siglo hizo que el resto del casco antiguo se perdiera en la oscuridad. La mayor parte se desarrolló como un barrio residencial de Brooklyn de clase media y trabajadora. Durante los años 1920, se construyeron muchas viviendas unifamiliares, que luego se convirtieron en viviendas para dos familias durante la Gran Depresión.
En los años 1950, la ciudad construyó las Marlboro Houses de 28 edificios, unidades de vivienda pública administradas por la Autoridad de Vivienda de Nueva York, ubicadas entre las Avenidas V y X desde Stillwell Avenue hasta los patios del metro Gravesend. Gradualmente, esta vivienda fue ocupada predominantemente por afroamericanos. Por otro lado, el área en la parte noreste de Gravesend, limitada por McDonald Avenue, Kings Highway, Ocean Parkway y Avenue U, vio una afluencia de judíos sefardíes adinerados (en su mayoría judíos sirios) durante los años 1970. Estos residentes construyeron grandes casas de estilo colonial español y tenían su propia fuerza policial. 
En 1982, un trabajador de tránsito afroamericano llamado Willie Turks fue asesinado a golpes en Gravesend por un grupo de adolescentes blancos. La relación entre la población predominantemente afroamericana y más pobre de las Marlboro Houses y los vecindarios circundantes predominantemente blancos continuó siendo tensa durante gran parte de los años 1980. Para 1986, la delincuencia era generalmente baja en Gravesend, excepto en Marlboro Houses, donde las drogas ilegales contribuían a tasas de delincuencia más altas que en el resto del vecindario. El 25 de diciembre de 1987, jóvenes blancos golpearon a dos hombres negros en el vecindario en un aparente "ataque no provocado". En enero de 1988, para protestar por el ataque específico y el clima general de violencia racial, el reverendo Al Sharpton encabezó 450 manifestantes entre las casas de Marlboro y una comisaría de policía, y se encontraron con cánticos de "regresa a África" y varios epítetos raciales de una multitud predominantemente blanca.
A partir de los años 1990, la sección noreste del vecindario se reconstruyó con viviendas unifamiliares más grandes y exclusivas, cuyos precios alcanzaron el millón de dólares. Esto cambió drásticamente la composición de una parte del vecindario. Además, algunas viviendas bifamiliares se estaban volviendo a convertir en viviendas unifamiliares. A pesar de las altas tasas de robos de automóviles, la tasa de criminalidad de Gravesend se mantuvo relativamente baja.

## Educación

### Escuelas
- El campus de John Dewey High School visto desde Bay 50th StreetBig Apple Academy
- John Dewey High School

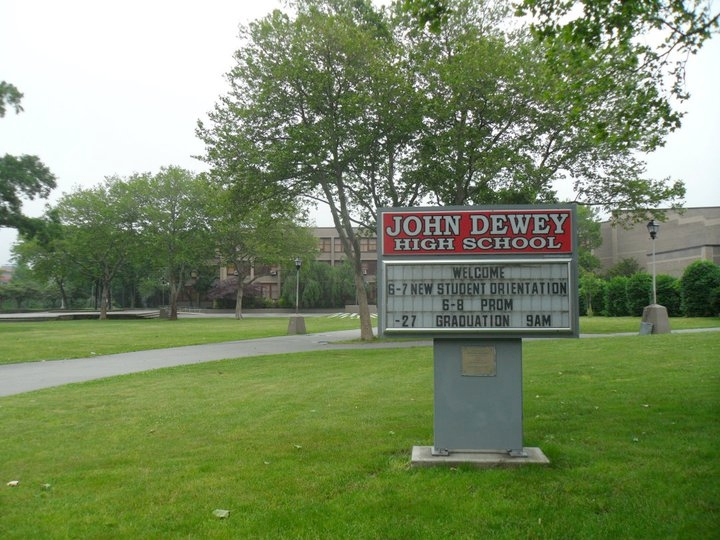
El campus de John Dewey High School visto desde Bay 50th Street

- Lafayette High School (ahora Lafayette Educational Complex)
- Touro College
- PS 95 The Gravesend
- PS 216 Arturo Toscanini
- PS 212 Lady Deborah Moody
- PS 721K Brooklyn Occupational Center
- IS 281 Joseph B. Cavallaro
- IS 228 David A. Boody
- Shostakovich School of Music
- PS 215 Morris H. Weiss
- PS 238 Anne Sullivan (Pre-K - 8)

### Biblioteca
La sucursal de Gravesend de la Biblioteca Pública de Brooklyn está ubicada en 303 Avenue X cerca de West 2nd Street. Se inauguró en 1962 y fue renovado en 2001.

## Demografía

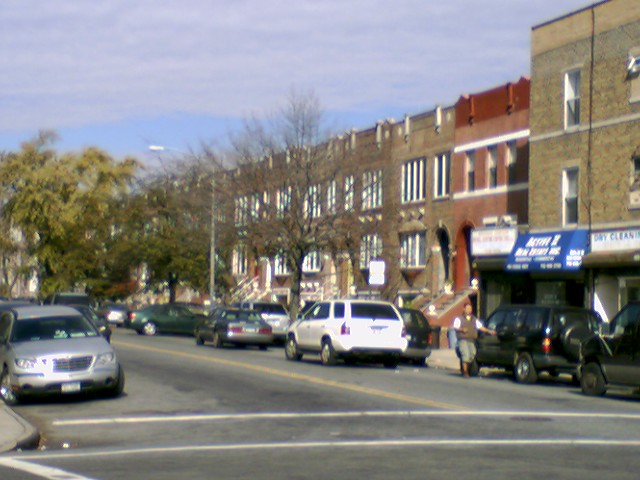
Dahill Road y Kings Highway

Según los datos del censo de Estados Unidos de 2010, la población de Gravesend era de 29 436, un aumento de 179 (0,6 %) de los 29 257 contados en 2000. Con una superficie de 296 ha, el barrio tenía una densidad de población de 9900 habitantes/km².
La composición racial del barrio era 52,8 % (15 535) Blanca, 8,4 % (2469) Afroamericana, 0,1 % (41) Nativa americana, 21,2 % (6250) Asiática, 0,0 % (1) Isleña del Pacífico, 0,1 % (41) de otras razas y el 1,3 % (383) de dos o más razas. Hispano Latino de cualquier raza eran 16,0 % (4716) de la población.

## Transporte
Gravesend cuenta con tres corredores del metro de Nueva York. Los servicios y líneas, respectivamente, son:
- Tren D en  la Línea West End at 25.ª Avenida y Bay 50th Street;
- Trenes F y <F> en  la Línea Culver at Kings Highway, Avenida U, y Avenida X; y
- Trenes N y W en la Línea Sea Beach at Kings Highway, Avenida UAvenida U, y Gravesend–Calle 86.

El patio de metro de Coney Island está en el vecindario.

## Policía
Gravesend está patrullado por los precintos 60, 61 y 62 del Departamento de Policía de Nueva York.